# 第41回全国高等学校ラグビーフットボール大会
第41回全国高等学校ラグビーフットボール大会（だい41かいぜんこくこうとうがっこうラグビーフットボールたいかい）は、1962年（昭和37年）1月1日から9日まで西宮球技場で行われた全国高等学校ラグビーフットボール大会である。優勝校は、東京都の保善高校（3回目の優勝)。

## 概要
- 今大会で西宮球技場での開催は終了する。また次回の大会では予選で敗退したため戦後初の大会となった第26回大会から連続出場を続けていた秋田工の連続出場記録が途切れた。

## 日程
- 1月1日 1回戦
- 1月3日 2回戦
- 1月5日 準々決勝
- 1月7日 準決勝
- 1月9日 決勝

## 出場校
- 北北海道 北見北斗 （8年連続12回目）
- 南北海道 北海 （3年連続6回目）
- 東奥羽 盛岡工（岩手県） （12年連続12回目）
- 西奥羽 秋田市立（秋田県）  （2年ぶり3回目）
- 南東北 仙台工（宮城県） （3年ぶり2回目）
- 東関東 宇都宮農（栃木県） （初出場）
- 北関東 新潟商（新潟県） （初出場）
- 南関東 千葉工（千葉県） （3年ぶり2回目）
- 東京都 京王 （2年連続3回目）
- 東京都 保善 （9年連続13回目）
- 神奈川 慶應 （10年連続20回目）
- 北陸 金沢二水（石川県） （初出場）
- 東中部 沼津商（静岡県） （2年ぶり3回目）
- 愛知 中京商 （初出場）
- 三岐 松阪商（三重県） （19年ぶり4回目）
- 京滋 洛北（京都府） （4年連続5回目）

- 大阪府 興國商 （3年連続3回目）
- 大阪府 大商大附 （初出場）
- 兵庫 伊丹 （初出場）
- 奈良 天理 （7年連続19回目）
- 和歌山 和歌山商 （2年連続4回目）
- 東中国 崇徳（広島県） （2年連続12回目）
- 西中国 山口農（山口県）（初出場）
- 北四国 新田（愛媛県） （5年連続6回目）
- 南四国 城東（徳島県） （6年連続6回目）
- 福岡県 福岡工 （2年連続6回目）
- 福岡県 福岡電波 （初出場）
- 西九州 長崎工（長崎県） （2年連続4回目）
- 熊本 熊本工 （11年連続12回目）
- 大分 大分舞鶴 （4年連続5回目）
- 南九州 大口（鹿児島県） （2年連続2回目）
- 前年度優勝校:秋田工（秋田県） （16年連続28回目）

## 試合時間
全試合25分ハーフ。同点の場合は抽選にて次回進出校を決める。

## 試合

### 1回戦
- 仙台工 8 - 3 興国商
- 秋田市立 17 - 8 大口
- 中京商 6 - 6 新田（抽選で中京商が勝ち抜け）
- 熊本工 30 - 0 金沢二水
- 宇都宮農 6 - 3 長崎工
- 天理 35 - 0 千葉工
- 慶應 6 - 3 福岡工
- 京王 15 - 0 大分舞鶴

- 新潟商 6 - 3 洛北
- 盛岡工 19 - 0 伊丹
- 北見北斗 12 - 0 山口農
- 秋田工 33 - 0 大商大附
- 和歌山商 12 - 3 松阪商
- 崇徳 0 - 0 北海（抽選で崇徳が勝ち抜け）
- 徳島城東 9 - 0 沼津商
- 保善 34 - 0 福岡電波

### 2回戦
- 仙台工 13 - 0 秋田市立
- 熊本工 8 - 0 中京商
- 天理 23 - 3 宇都宮農
- 京王 13 - 3 慶應

- 盛岡工 8 - 3 新潟商
- 秋田工 25 - 3 北見北斗
- 崇徳 27 - 3 和歌山商
- 保善 9 - 0 徳島城東

### 準々決勝
- 熊本工 8 - 5 仙台工
- 京王 0 - 0 天理（抽選で京王が勝ち抜け）

- 秋田工 9 - 3 盛岡工
- 保善 11 - 0 崇徳

### 準決勝
- 京王 8 - 3 熊本工
- 保善 6 - 3 秋田工

### 決勝
保善が2年ぶり3回目の優勝を果たした。
- 保善 9 - 5 京王